# Vivian Wickham
Vivian Wickham (12 giugno 1982) è un ex calciatore salomonese, di ruolo centrocampista.

## Carriera

### Nazionale
Ha debuttato in Nazionale il 4 giugno 2001, in Isole Salomone-Isole Cook (9-1), subentrando a Moses Toata al minuto 65. Ha messo a segno le sue prime due reti con la maglia della Nazionale l'8 giugno 2001, in Vanuatu-Isole Salomone (2-7), siglando la rete del momentaneo 1-1 al minuto 17 e la rete del momentaneo 1-3 al minuto 47. Ha partecipato, con la Nazionale, alla Coppa d'Oceania 2000 e alla Coppa d'Oceania 2002. Ha collezionato in totale, con la maglia della Nazionale, 7 presenze e due reti.